# Armadillo exter
Armadillo exter är en kräftdjursart som beskrevs av Barnard 1960. Armadillo exter ingår i släktet Armadillo och familjen Armadillidae. Inga underarter finns listade i Catalogue of Life.